# فض الارتباط
فض الارتباط مصطلح سياسي ويعني فك الوحدة الهيكلية والوظيفية لمؤسسات موحدة بين دولتين أو دول عدة. كما تعني رسم الحدود الفاصلة بين الدولتين تمهيدا للانفصال حتى تتحقق لكل دولة سيادتها على حدا فيكون لها نظام حكمها الخاص ورقعتها الجغرافية الخاصة. وهنا نشير إلى وجوب عدم الخلط بين الاستقلال وفك الارتباط إذ ان الاستقلال هو الخروج عن سيطرة مستعمر أو محتل فرض بالقوة على دولة ما بينما فك الارتباط يأتي اثر معاهدة وحدة موقعة من طرف الدولتين.

## قرارات فك ارتباط
- قرار فك وحدة الضفتين والذي اتخذه العاهل الأردني الملك حسين عام 1988 لإنهاء ارتباط الضفة الغربية إدارياً وقانونياً مع المملكة الأردنية الهاشمية بعد اتفاق مع الراحل ياسر عرفات
- انفصال مصر عن سوريا بعد تكوين الجمهورية العربية المتحدة بعد انقلاب عسكري في دمشق في 28 سبتمبر 1961.
- قرار فك الارتباط الذي أعلنه الرئيس السابق لليمن الجنوبي علي سالم البيض بناء على المعاهدات مع حكومة اليمن الشمالي ممثلة بالرئيس علي عبد الله صالح وذلك في 21 مايو 1994.